# Thriller 40
Thriller 40 — юбилейное переиздание шестого студийного альбома американского певца Майкла Джексона Thriller (1982). Оригинальная версия альбома была продана в количестве 70 миллионов копий по всему миру, что делает его самым продаваемым альбомом всех времен. Thriller 40 был выпущен 18 ноября 2022 года при сотрудничестве с лейблами Epic Records, Legacy Recordings и MJJ Productions. Это первый альбом музыканта за последние пять лет с момента выхода сборника Scream в 2017 году. Thriller 40 — это третье переиздание альбома, ему предшествовали специальное переиздание, выпущенное в 2001 году и Thriller 25 (2008).

## История
Джексон выпустил свой шестой студийный альбом Thriller 30 ноября 1982 года. Альбом, продажи которого оцениваются более чем в 70 миллионов экземпляров по всему миру, стал самым продаваемым альбомом всех времен; альбом стал первым в истории, в который вошли семь синглов из топ-10. Успех Thriller обеспечил Джексону доминирующее положение в поп-музыке, он стал международной иконой поп-культуры.

## Маркетинг и продвижение
Американский певец Максвелл исполнил песню The Lady In My Life на церемонии Billboard Music Awards в качестве трибьюта к 40-летию альбома Thriller. Комментируя своё выступление, Максвелл сказал: «Для меня большая честь быть здесь, большая честь отмечать 40-летие Thriller — я не спал с шести утра, стараясь всё подготовить, и знаете, я просто хочу сделать всё правильно — речь идёт о Майкле Джексоне. Нет никого лучше, никого значительнее, так что я просто хотел выступить хорошо».
До выхода Thriller 40 планировалось провести ещё несколько мероприятий.

## Выпуск
Анонс состоялся 16 мая 2022 года компанией Michael Jackson Company LLC. Это двенадцатый релиз, выпущенный Sony и/или Motown после смерти Джексона 25 июня 2009 года. Сделанный на основе оригинальных аналоговых пленок, Mobile Fidelity также выпустит оригинальный альбом Thriller в формате One-Step 180g 33RPM LP, отштампованный на RTI и ограниченный 40 000 экземплярами.

## Список композиций
| №  | Название                               | Автор(ы)                    | Продюсер(ы)                       | Длительность |
| -- | -------------------------------------- | --------------------------- | --------------------------------- | ------------ |
| 1. | «Wanna Be Startin' Somethin'»          | Майкл Джексон               | Куинси Джонс, Майкл Джексон (со.) | 6:03         |
| 2. | «Baby Be Mine»                         | Род Темпертон               | Джонс                             | 4:20         |
| 3. | «The Girl Is Mine» (c Полом Маккартни) | Джексон                     | Джонс, Джексон (со.)              | 3:42         |
| 4. | «Thriller»                             | Темпертон                   | Джонс                             | 5:57         |
| 5. | «Beat It»                              | Джексон                     | Джонс, Джексон (со.)              | 4:18         |
| 6. | «Billie Jean»                          | Джексон                     | Джонс, Джексон (со.)              | 4:54         |
| 7. | «Human Nature»                         | Стив Поркаро, Джон Беттис   | Джонс                             | 4:06         |
| 8. | «P.Y.T. (Pretty Young Thing)»          | Джеймс Инграм, Куинси Джонс | Джонс                             | 3:59         |
| 9. | «The Lady in My Life»                  | Темпертон                   | Джонс                             | 5:00         |

| №   | Название                              | Автор(ы)                              | Продюсер(ы)    | Длительность |
| --- | ------------------------------------- | ------------------------------------- | -------------- | ------------ |
| 10. | «Starlight» (Demo)                    | Темпертон                             | Джонс          | 5:04         |
| 11. | «Got The Hots» (Demo)                 | Темпертон                             | Джонс, Джексон | 4:25         |
| 12. | «Who Do You Know» (Demo)              | Джексон                               | Джексон        | 5:23         |
| 13. | «Carousel»                            | Мaйкл Сембелло, Дон Фримен            | Джонс          | 3:39         |
| 14. | «Behind the Mask» (Mike's Mix (Demo)) | Джексон, Рюити Сaкaмото, Крис Мосдел  | Джексон        | 5:01         |
| 15. | «Can't Get Out Of the Rain»           | Джексон, Джонс, Чaрли Смaллз          | Джонс, Джексон | 4:06         |
| 16. | «The Toy» (Demo)                      | Джексон                               | Джексон        | 3:04         |
| 17. | «Sunset Driver» (Demo)                | Джексон                               | Джонс, Джексон | 4:03         |
| 18. | «What A Lovely Way To Go» (Demo)      | Джексон                               | Джексон        | 3:55         |
| 19. | «She's Trouble» (Demo)                | Билл Ливси, Терри Бриттен, Сью Шифрин | Джонс, Джексон | 4:13         |

| №   | Название                                                   | Автор(ы)                                 | Продюсер(ы)                            | Длительность |
| --- | ---------------------------------------------------------- | ---------------------------------------- | -------------------------------------- | ------------ |
| 20. | «Billie Jean» (Домашняя демоверсия 1981 года)              | Джексон                                  | Джексон                                | 2:20         |
| 21. | «Billie Jean» (Длинная версия)                             | Джексон                                  | Джонс и Джексон(со.)                   | 6:20         |
| 22. | «Billie Jean 2008» (Kanye West Mix)                        | Джексон                                  | Джексон, Канье Уэст и Энтони Килхоффер | 4:35         |
| 23. | «Beat It» (Демо)                                           | Джексон                                  | Джексон                                | 2:03         |
| 24. | «Beat It 2008» (совместно с Ферги)                         | Джексон                                  | Джексон и will.i.am                    | 4:11         |
| 25. | «Wanna Be Startin' Somethin'» (Демо)                       | Джексон                                  | Джексон                                | 5:43         |
| 26. | «Wanna Be Startin' Somethin'» (Tommy D's Main Mix)         | Джексон                                  | Джексон, Джонс и TommyD                | 7:40         |
| 27. | «Wanna Be Startin' Somethin' 2008» (совместно с Эйконом)   | Джексон, Алиан Тиам и Джорджио Туинфорт  | Джексон, Эйкон и Туинфорт              | 4:14         |
| 28. | «Human Nature» (7" Remix)                                  | Стив Поркаро и Джон Беттис               | Джонс                                  | 3:45         |
| 29. | «P.Y.T. (Pretty Young Thing)» (Демо Версия)                | Джексон и Грег Филлингейнс               | Джексон                                | 3:46         |
| 30. | «P.Y.T. (Pretty Young Thing) 2008» (совместно с will.i.am) | Джексон, Филлингейнс, will.i.am и Харрис | Джексон и will.i.am                    | 4:21         |
| 31. | «The Girl Is Mine 2008» (совместно с will.i.am)            | Джексон, will.i.am и Кит Харрис          | Джексон и will.i.am                    | 3:10         |
| 32. | «Thriller» (7" Special Edit)                               | Temperton                                | Джонс                                  | 4:37         |
| 33. | «Thriller» (Def Thriller Mix)                              | Temperton                                | Джонс, Дэвид Моралес и Фрэнки Наклз    | 7:22         |
| 34. | «Thriller Megamix»                                         | Джексон, Temperton, Джонс и Инграм       | Джексон, Джонс и Джейсон Невинс        | 9:14         |

## История выпуска
| Регион | Дата           | Лейбл(ы)                                         | Формат(ы)                   |
| ------ | -------------- | ------------------------------------------------ | --------------------------- |
| Разные | 18 ноября 2022 | Epic Records, Legacy Recordings, MJJ Productions | CD, LP, Цифровое скачивание |